# Kenosha
Kenosha – miasto w Stanach Zjednoczonych, w stanie Wisconsin, nad jeziorem Michigan. Centrum administracyjne hrabstwa Kenosha. Znajduje się w regionie metropolitalnym Chicago–Gary–Kenosha. Według spisu w 2020 roku liczy 100 tys. mieszkańców, co czyni je 4. co do wielkości miastem stanu Wisconsin.

## Gospodarka
W mieście rozwinął się przemysł samochodowy, metalowy, elektroniczny oraz odzieżowy.
Niegdyś miasto przemysłowe, Kenosha stała się mieszkalnym miastem satelickim dla Chicago i Milwaukee. Jest często postrzegana jako najbardziej wysunięte na północ przedmieście obszaru metropolitalnego Chicago. Pewną rolę w gospodarce miasta spełnia turystyka, która wykorzystuje rozproszone obiekty kulturalne, retro tramwaje, plaże jeziora Michigan i przystanie jachtowe.
Kenosha Public Museum jest jednym z trzech muzeów w centrum miasta i słynie ze szkieletu mamuta włochatego odkrytego w Kenosha w 1992 roku.

## Polonia
Według danych z 2021 roku, 5,6% mieszkańców miasta deklaruje polskie pochodzenie. 

## Galeria

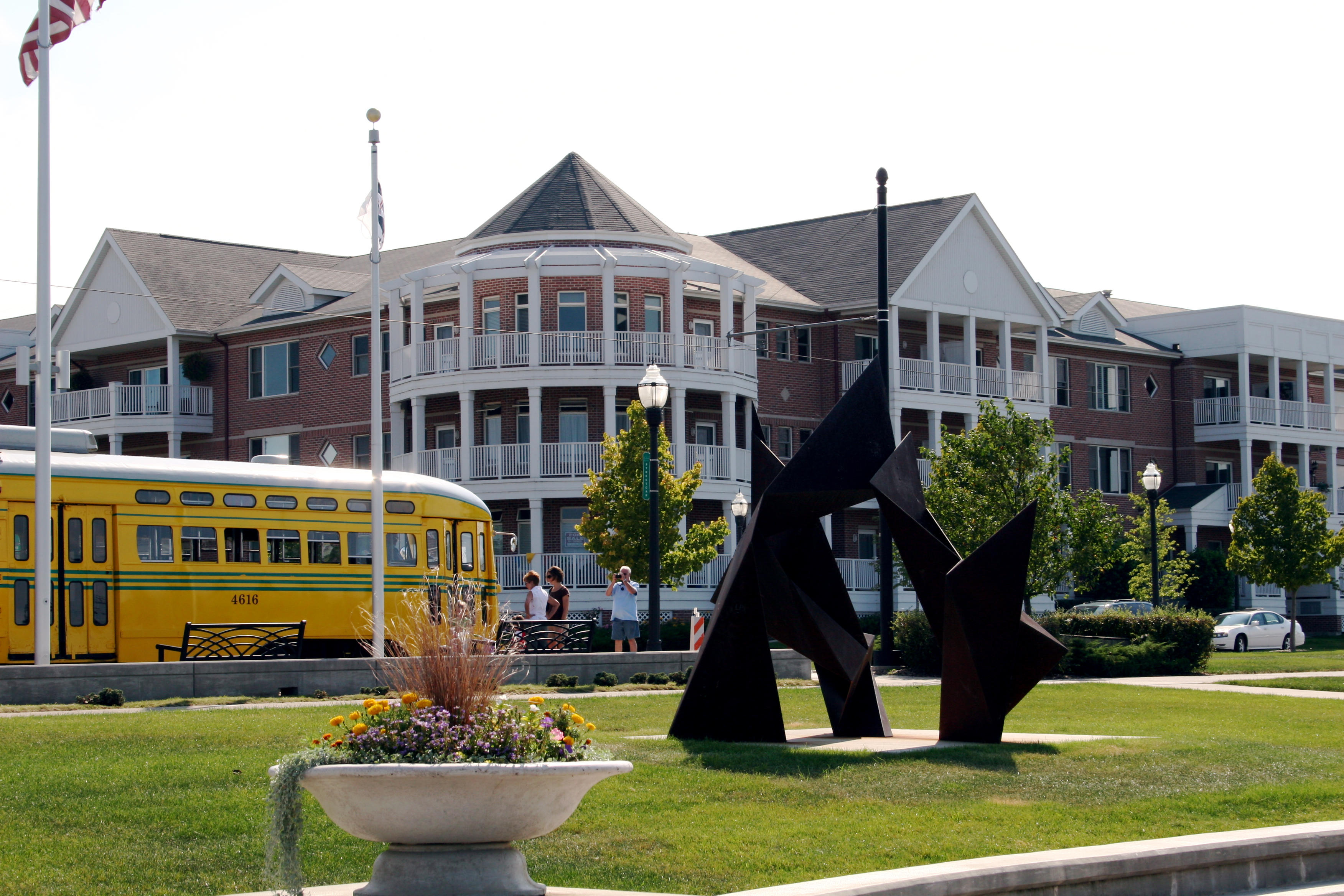
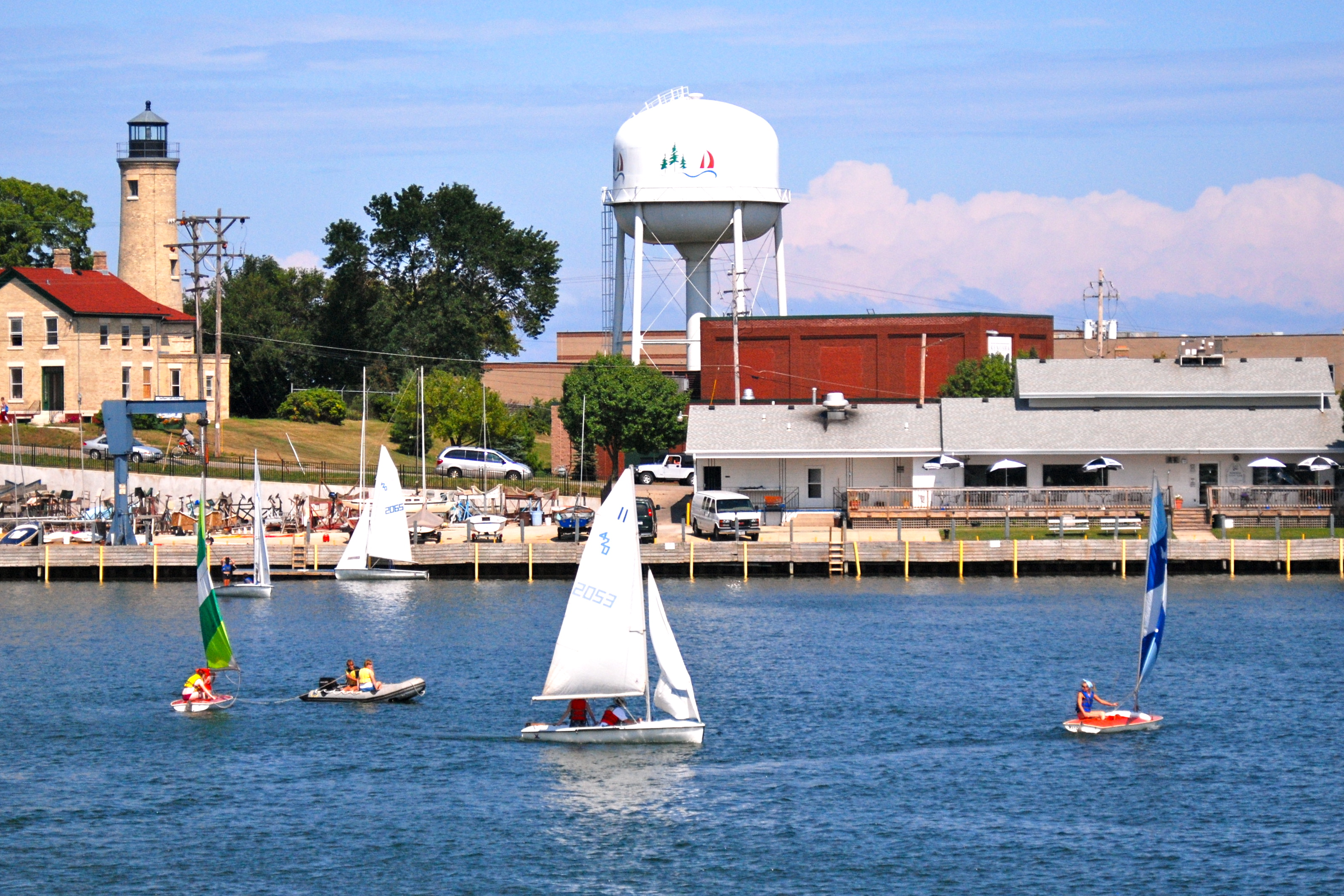
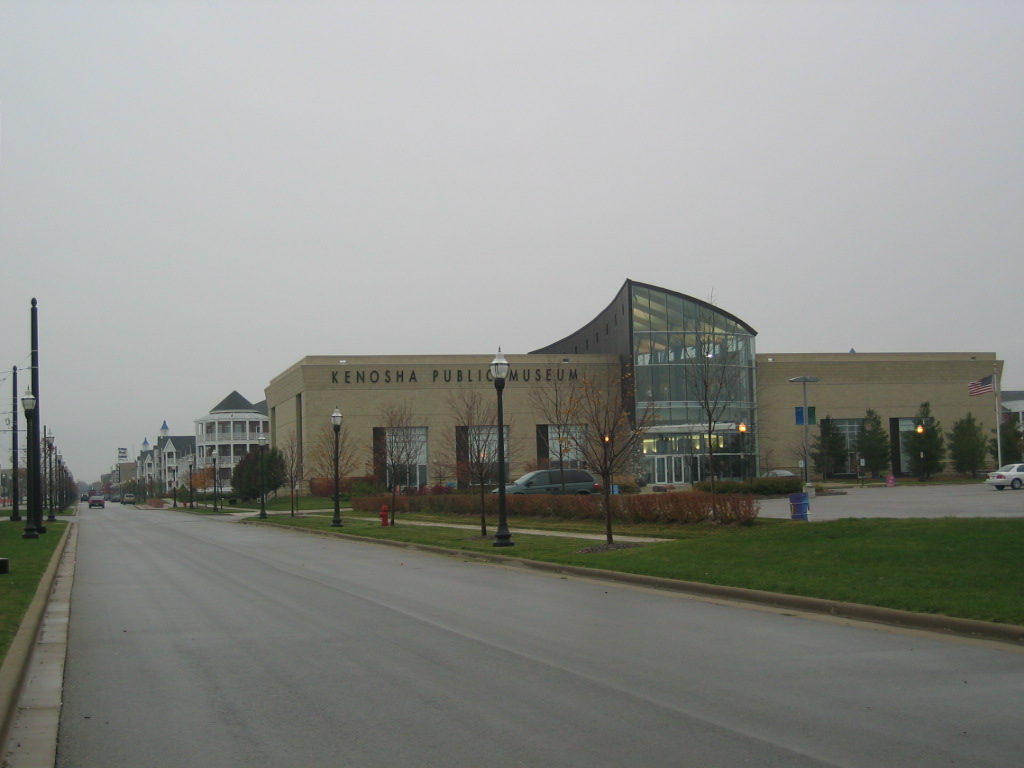
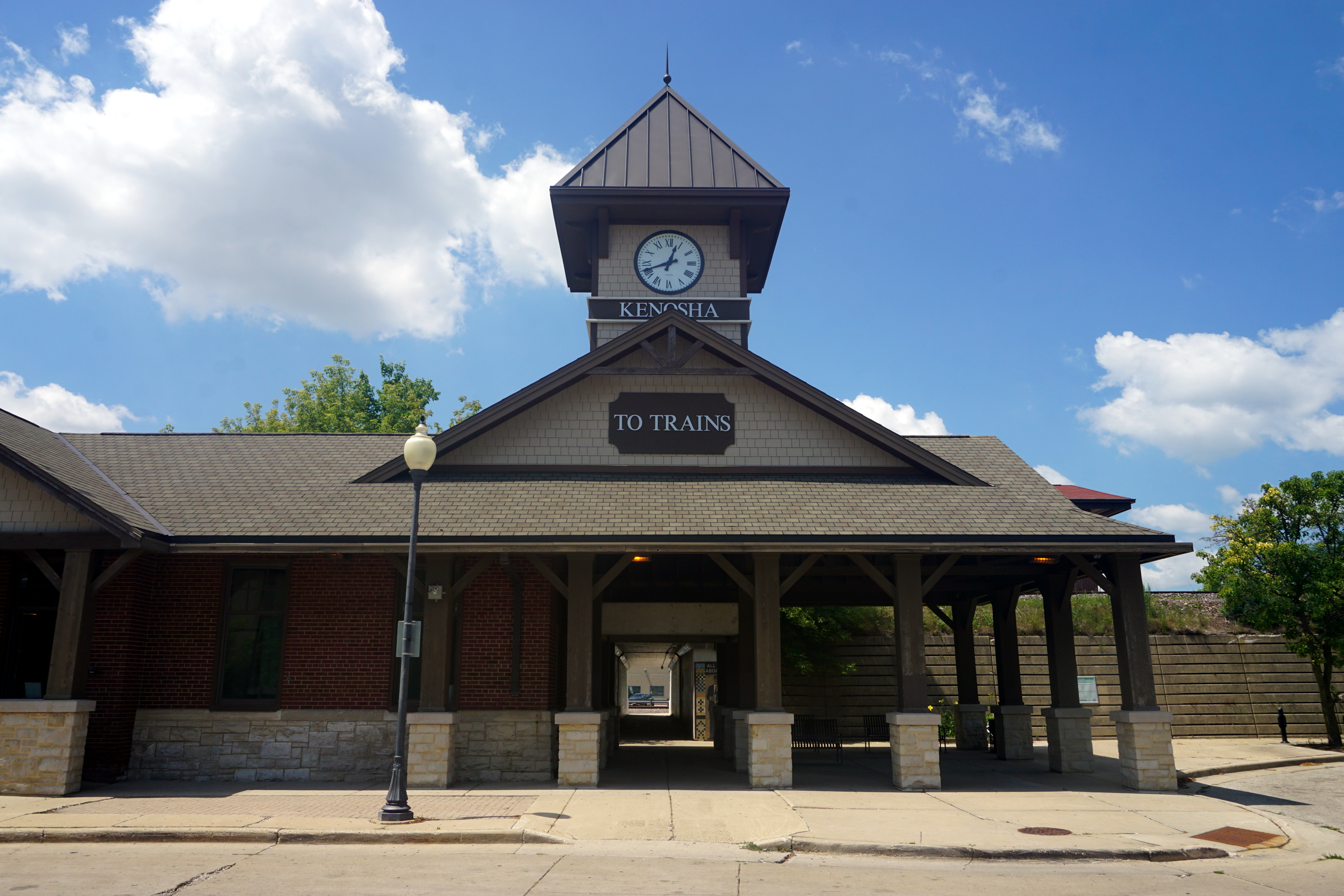
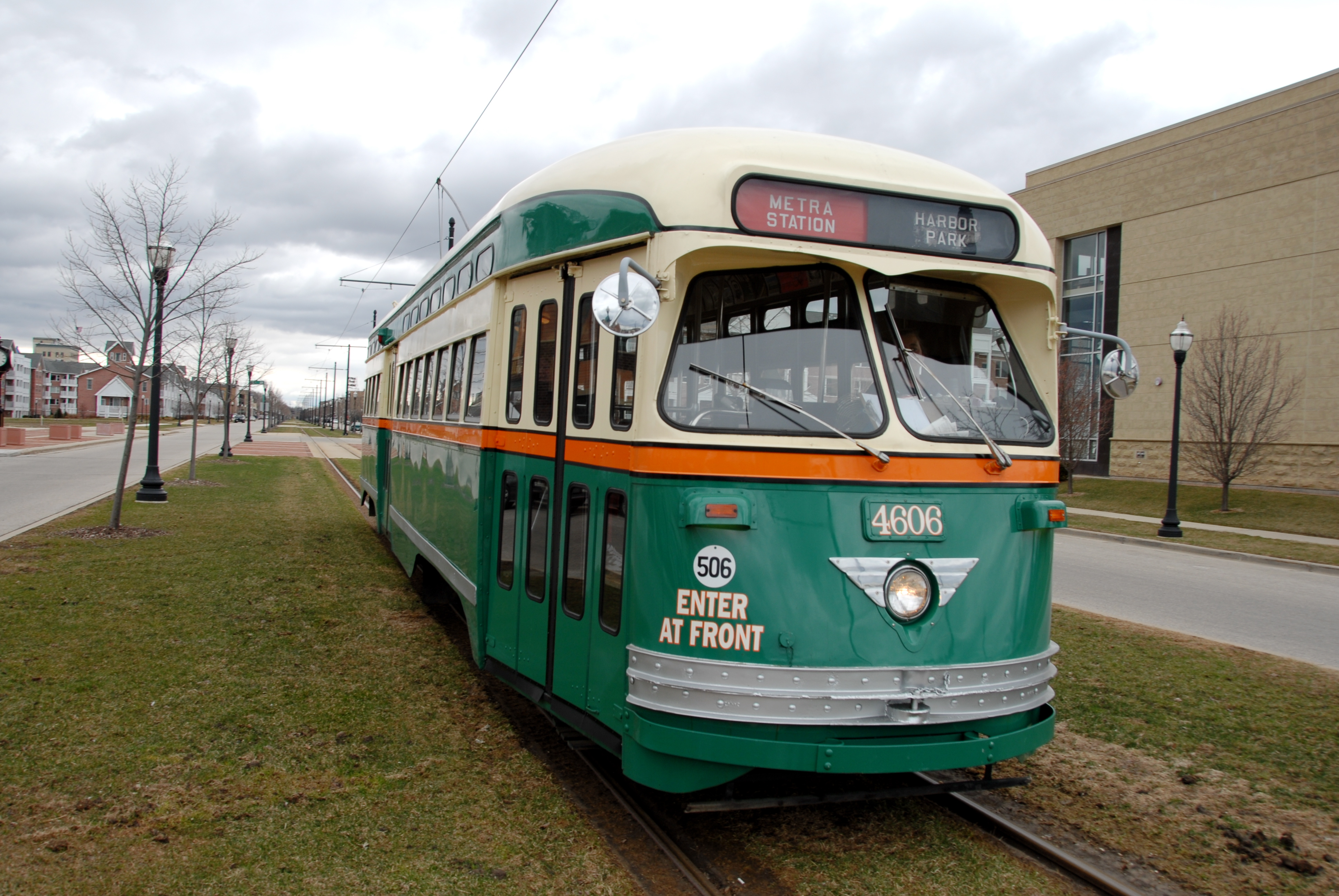

## Miasta partnerskie
- Cosenza
- Douai
- Quezon City
- Wolfenbüttel